# Rjevka (Rovenkí)
|  | Per a altres significats, vegeu «Rjevka». |

Rjevka - Ржевка (rus) - és un poble de l'óblast de Bélgorod, a Rússia. El 2010 tenia 589 habitants. Pertany al districte (raion) de Rovenkí.